# Carlyle Blackwell

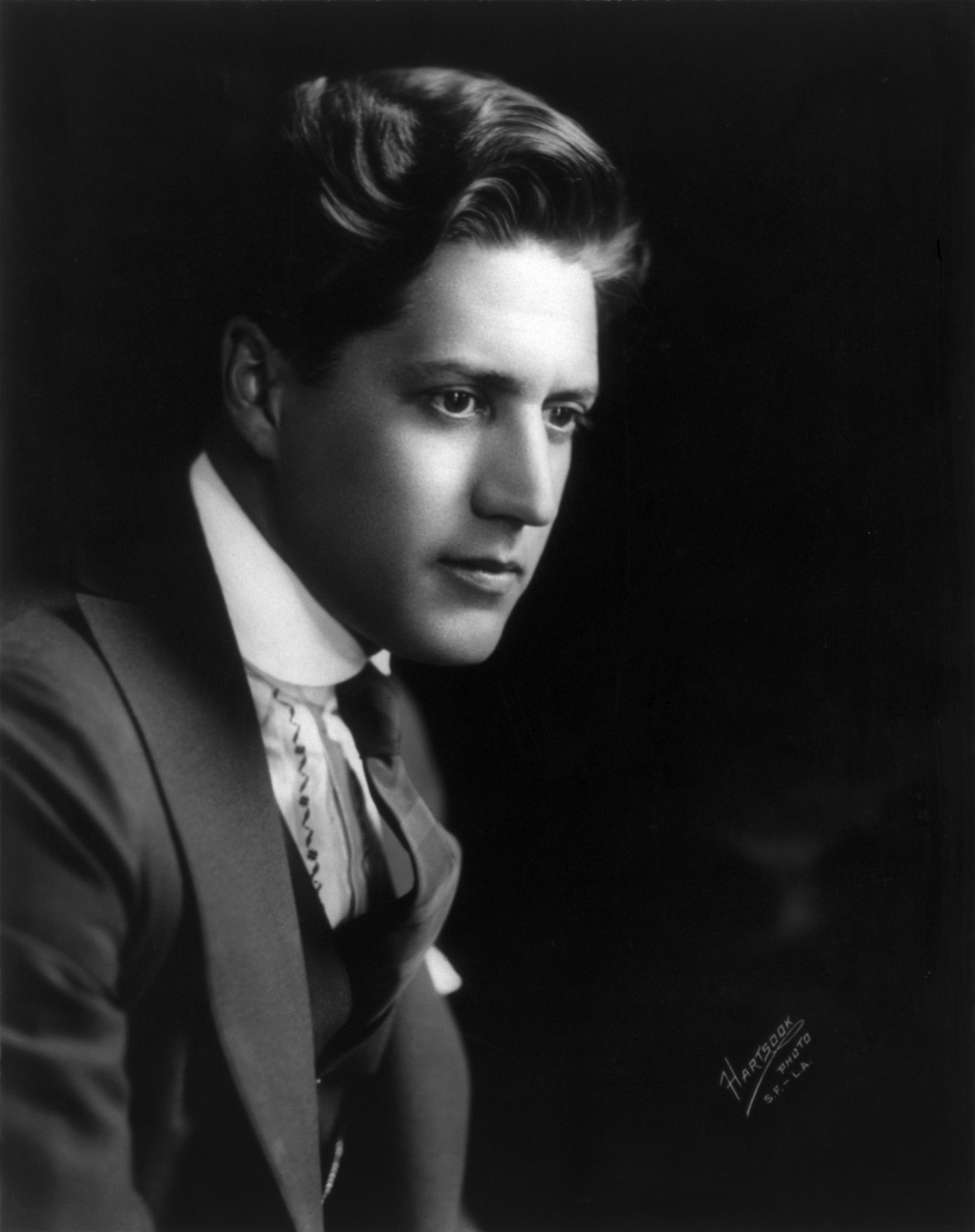
Carlyle Blackwell

Carlyle Blackwell (* 20. Januar 1884 in Syracuse, New York oder Troy, New York bzw. Troy, Pennsylvania, USA; † 17. Juni 1955 in Miami, Florida, USA) war ein US-amerikanischer Stummfilmschauspieler sowie Regisseur und Produzent.

## Leben
Sein Filmdebüt gab Blackwell im Jahre 1910 im Film Uncle Tom's Cabin unter der Regie von J. Stuart Blackton. Zwischen 1910 und 1930 spielte er in über 180 Filmen mit. Bekannt machte ihn in Deutschland vor allem die Rolle des Sherlock Holmes in Richard Oswalds deutscher Verfilmung des beliebten Kriminalstoffs Der Hund von Baskerville aus dem Jahre 1929. Unmittelbar zuvor hatte er bereits die männliche Hauptrolle in Géza von Bolvárys deutsch-britischer Co-Produktion Der Würger gespielt, einer Kriminalgeschichte nach einer Vorlage von Edgar Wallace. Mit dem Aufkommen des Tonfilms endete seine Karriere als Schauspieler. Blackwell starb im Alter von 71 Jahren.
Blackwell war fünf Mal verheiratet und zwar mit
- Ruth Hartman: 8. Juli 1909 – 1923 (Scheidung), zwei Kinder gingen aus dieser Ehe hervor
- Leah Barnato Haxton: 1925 – 25. März 1933 (Scheidung)
- Avonne Taylor: 25. März 1933 – 25. Juni 1936 (Scheidung)
- Nancy Emmons: November 1946 – April 1947 (ihr Tod)
- Victoria Ann Enoch: 1948 – 17. Juni 1955 (sein Tod)

Blackwell hat einen Stern auf dem Hollywood Walk of Fame.

## Filmografie (Auswahl)

### Als Schauspieler
- 1910: A Dixie Mother
- 1910: Uncle Tom's Cabin
- 1910: On Her Doorsteps
- 1911: Doctor Cupid
- 1911: Slim Jim's Last Chance
- 1911: The Wasp
- 1911: Over the Garden Wall
- 1911: The Blackfoot Halfbreed
- 1911: The Temptation of Rodney Vane
- 1911: Norma from Norway
- 1912: The Gun Smugglers
- 1913: The Struggle
- 1914: Such a Little Queen
- 1914: The Spitfire
- 1915: Mr. Gex of Monte Carlo
- 1915: The Case of Becky
- 1915: The Puppet Crown
- 1915: The Secret Orchard
- 1916: The Ocean Wife
- 1916: His Brothers Wife
- 1917: The Marriage Market
- 1917: The Good for Nothing
- 1917: On Dangerous Ground
- 1917: The Burglar
- 1917: The Volunteer
- 1917: A Square Deal
- 1917: The Social Leper
- 1917: The Crisom Dove
- 1917: The Page Mystery
- 1917: Youth
- 1918: Stolen Orders
- 1918: His Royal Highness
- 1920: The Restless Sex
- 1922: Bulldog Drummond
- 1923: The Virgin Queen
- 1923: The Beloved Vagabond
- 1924: Die Verstoßenen (Les deux gosses)
- 1924: The Shadow of Egypt
- 1925: Monte Carlo
- 1926: Mirakel der Liebe (She)
- 1927: Blighty
- 1927: On the Best
- 1927: Der Mieter (The Lodger – A Story of the London Fog)
- 1928: The Rolling Road
- 1929: Der Würger (The Wrecker)
- 1929: The Crooked Billet
- 1929: Der Hund von Baskerville
- 1930: Beyond the Cities
- 1933: Revolution der Jugend (This Day and Age)

### Als Regisseur
- 1914: Chasing the Smuggler
- 1917: The Good for Nothing
- 1918: Leap to Fame
- 1930: Beyond the Cities
- 1914: The Man Who Could Not Los
- 1918: His Royal Highness
- 1930: Bedrock

### Als Produzent
- 1927: Der Mieter (The Lodger)
- 1927: Lighty
- 1927: One of the Best
- 1928: The Rolling Road
- 1930: Bedrock
- 1930: Beyond the Cities